# Mai per sempre (singolo)
Mai per sempre è un singolo del rapper italiano Geolier, pubblicato il 20 novembre 2024 come unico estratto dalla riedizione del terzo album in studio Dio lo sa - Atto II.

## Antefatti
La data di pubblicazione del brano è stata rivelata il 18 novembre insieme ad Amadeus durante una diretta sul profilo Instagram dell'artista, dove i due hanno attraversato la città di Napoli in auto facendo inoltre ascoltare in anteprima la canzone.

## Descrizione
Il brano è stato scritto dal rapper stesso insieme a Dardust, che ne è inoltre il produttore discografico.
Musicalmente esso è composto con un tempo moderato di 115 battiti per minuto e in tonalità di Do maggiore.

## Tracce
Testi di Dario Faini, Emanuele Palumbo, musiche di Dario Faini.
1. Mai per sempre – 3:40

## Classifiche
| Classifica (2024) | Posizione massima |
| ----------------- | ----------------- |
| Italia            | 8                 |